# Louis Chiron
Louis Alexandre Chiron (Monte-Carlo, 1899. augusztus 3. – Monte-Carlo, 1979. június 22.) monacói autóversenyző, Formula–1-es pilóta.

## Pályafutása
Az első világháború alatt francia hadvezérek sofőrje volt. Bugattival kezdett versenyezni 1923-ban, 28-ra már Európa legjobb versenyzői között emlegették. Az 1929-es indianapolisi 500-on hetedik helyen végzett. 1934-ben megnyerte a francia nagydíjat egy Alfa Romeóval. Ő tartja a legidősebb rajthoz álló versenyző rekordját, az 1955-ös monacói nagydíjon 55 évesen és 292 naposan vett részt.

## Eredményei

### Teljes Formula–1-es eredménylistája
(Táblázat értelmezése)

(Félkövér: pole-pozícióból indult; dőlt: leggyorsabb kört futott) 

| Év   | Csapat                    | Modell           | Motor        | 1      | 2      | 3      | 4     | 5      | 6      | 7      | 8      | 9      | 10  | 11  | Helyezés | Pont |
| ---- | ------------------------- | ---------------- | ------------ | ------ | ------ | ------ | ----- | ------ | ------ | ------ | ------ | ------ | --- | --- | -------- | ---- |
| 1950 | Officine Alfieri Maserati | Maserati 4CLT/48 | Maserati L4C | GBR Ki | MON 3  | 500    | SUI 9 | BEL    | FRA Ki | ITA Ki |        |        |     |     | 10       | 4    |
| 1951 | Enrico Platé              | Maserati 4CLT/48 | Maserati L4  | SUI 7  | 500    |        |       |        |        |        |        |        |     |     | -        | 0    |
| 1951 | Ecurie Rosier             | Talbot-Lago T26C | Talbot L6    |        |        | BEL Ki | FRA 6 | GBR Ki | GER Ki | ITA Ki | ESP Ki |        |     |     | -        | 0    |
| 1953 | Louis Chiron              | OSCA 20          | OSCA L6      | ARG    | 500    | NED    | BEL   | FRA 15 | GBR Ni | GER    | SUI Ni | ITA 10 |     |     | -        | 0    |
| 1955 | Scuderia Lancia           | Lancia D50       | Lancia V8    | ARG    | MON 6  | 500    | BEL   | NED    | GBR    | ITA    |        |        |     |     | -        | 0    |
| 1956 | Scuderia Centro Sud       | Maserati 250F    | Maserati L6  | ARG    | MON Ni | 500    | BEL   | FRA    | GBR    | GER    | ITA    |        |     |     | -        | 0    |
| 1958 | André Testut              | Maserati 250F    | Maserati L6  | ARG    | MON Nk | NED    | 500   | BEL    | FRA    | GBR    | GER    | POR    | ITA | MOR | -        | 0    |